# One Heart
One Heart är ett studioalbum av den kanadensiska sångaren Céline Dion. Det gavs ut den 24 mars 2003 och innehåller 14 låtar.

## Låtlista
| Nr  | Titel                      | Längd |
| --- | -------------------------- | ----- |
| 1.  | I Drove All Night          | 4:01  |
| 2.  | Love Is All We Need        | 3:51  |
| 3.  | Faith                      | 3:43  |
| 4.  | In His Touch               | 3:54  |
| 5.  | One Heart                  | 3:24  |
| 6.  | Stand by Your Side         | 3:33  |
| 7.  | Naked                      | 3:41  |
| 8.  | Sorry For Love             | 4:28  |
| 9.  | Have You Ever Been in Love | 4:09  |
| 10. | Reveal                     | 4:11  |
| 11. | Coulda Woulda Shoulda      | 3:27  |
| 12. | Forget Me Not              | 4:07  |
| 13. | I Know What Love Is        | 4:30  |
| 14. | Je t'aime encore           | 3:24  |

## Listplaceringar
| Lista               | Topplacering |
| ------------------- | ------------ |
| Australien          | 6            |
| Belgien (Flandern)  | 1            |
| Belgien (Vallonien) | 3            |
| Danmark             | 1            |
| Finland             | 3            |
| Frankrike           | 1            |
| Italien             | 3            |
| Nederländerna       | 3            |
| Norge               | 2            |
| Nya Zeeland         | 7            |
| Portugal            | 3            |
| Schweiz             | 1            |
| Sverige             | 3            |
| Österrike           | 5            |